# أمير سعيود
أمير سعيود (30 سبتمبر 1990 في الفجوج، قالمة) هو لاعب كرة قدم جزائري يلعب في نادي الطائي السعودي، لعب لنادي وفاق سطيف الجزائري قبل أن ينتقل منه إلى نادي أهلي دبي الإماراتي، ومن هناك انضم للعب مع نادي الأهلي المصري. يلعب حاليًا لصالح نادي الرائد في دوري المحترفين السعودي.
حصل سعيود على لقب أفضل لاعب في البطولة الدولية للناشئين والتي أقيمت في الإمارات العربية المتحدة عام 2009. أصبح سعيود الصفقة السادسة التي يضمها الأهلي (سنة 2009) للموسم الجديد بعد ضمه كل من عطية البلقاسي ومحمد خلف ووائل شفيق ومحمد فضل والنيجيري فينسنت اباي.

## مشواره
بدأ حياته الكروية بمدينته ولعب بنادي ترجي قالمة لمدة موسمين وانتقل من خلاله إلى منتخب الجزائر الأولمبي لكرة القدم قبل أن ينضم إلى ناشئي نادي وفاق سطيف الذي مكث معه لمدة عام واحد فقط ليتعاقد بعدها امير سعيود مع الاهلي المصري في منتصف عام 2009 لمدة 5 سنوات ثم أُعير إلى العربي الكويتي والإسماعيلي المصري ومولودية الجزائر وفريق بيروي ستارا زاغورا البلغاري وأخيرا انتقل الجزائري أمير سعيود إلى النادي السفا قصي التونسي في يناير 2014 ثم إلى نادي دفاع تاجنانت الصاعد للدرجة الأولى آنذاك من البطولة الجزائري وانتقل مطلع الموسم السابق الي نادي اتحاد العاصمة الجزائري.

## انتقادات
في 18 يوليو 2013، خذل سعيود جماهير بلاده عندما شارك مع فريقه البلغاري بيروي ستارا زاغورا أمام فريق هابويل تل أبيب إسرائيل على ملعب الأول ضمن مباراة الذهاب في الدور التمهيدي الثاني ضمن بطولة دوري أوروبا 2013-2014.
ودخل سعيود المباراة بديلا في الدقيقة 58 ولكنه لم يستطع أن يغير من نتيجة المباراة التي انتهت بفوز الفريق الإسرائيلي 4–1.
ومازال بعض اللاعبين العرب يقاطعون المباريات التي يكون فيها نادي إسرائيلي طرفا فيها بسبب احتلال إسرائيل لفلسطين منذ 1967.
بسبب الانتقادات اللاذعة على خلفية مشاركته في مباراة الذهاب قرر سعيود عدم السفر إلى إسرائيل وبالتالي عدم المشاركة في مباراة الإياب.

## روابط خارجية
- أمير سعيود على موقع قاعدة بيانات كرة القدم.إي يو (الإنجليزية)
- أمير سعيود على موقع ناشيونال فوتبول تيمز (الإنجليزية)
- أمير سعيود على موقع Soccerway.com (الإنجليزية)